# Chiesa di Santa Maria ad Ogni Bene dei Sette Dolori

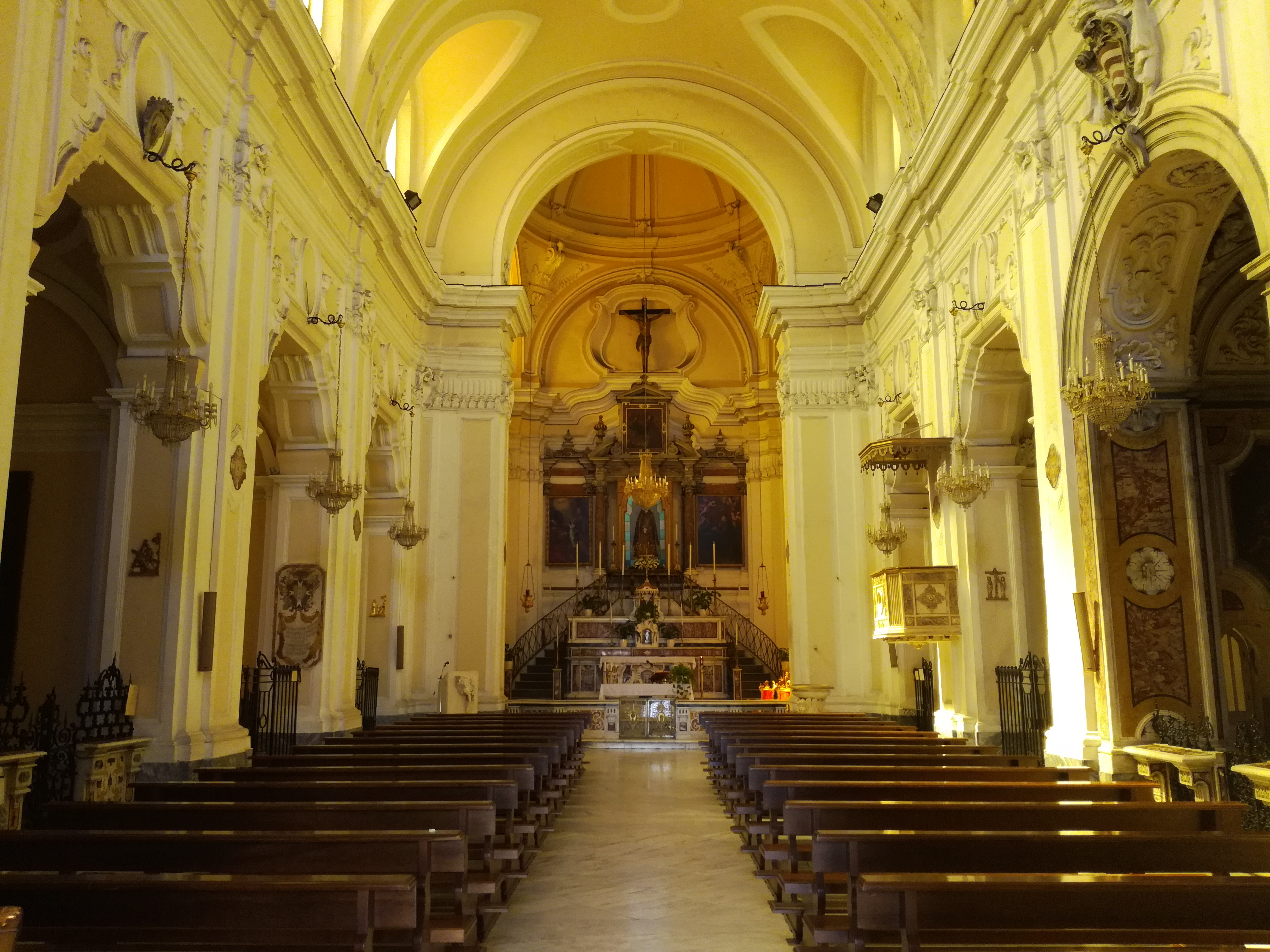
Interno

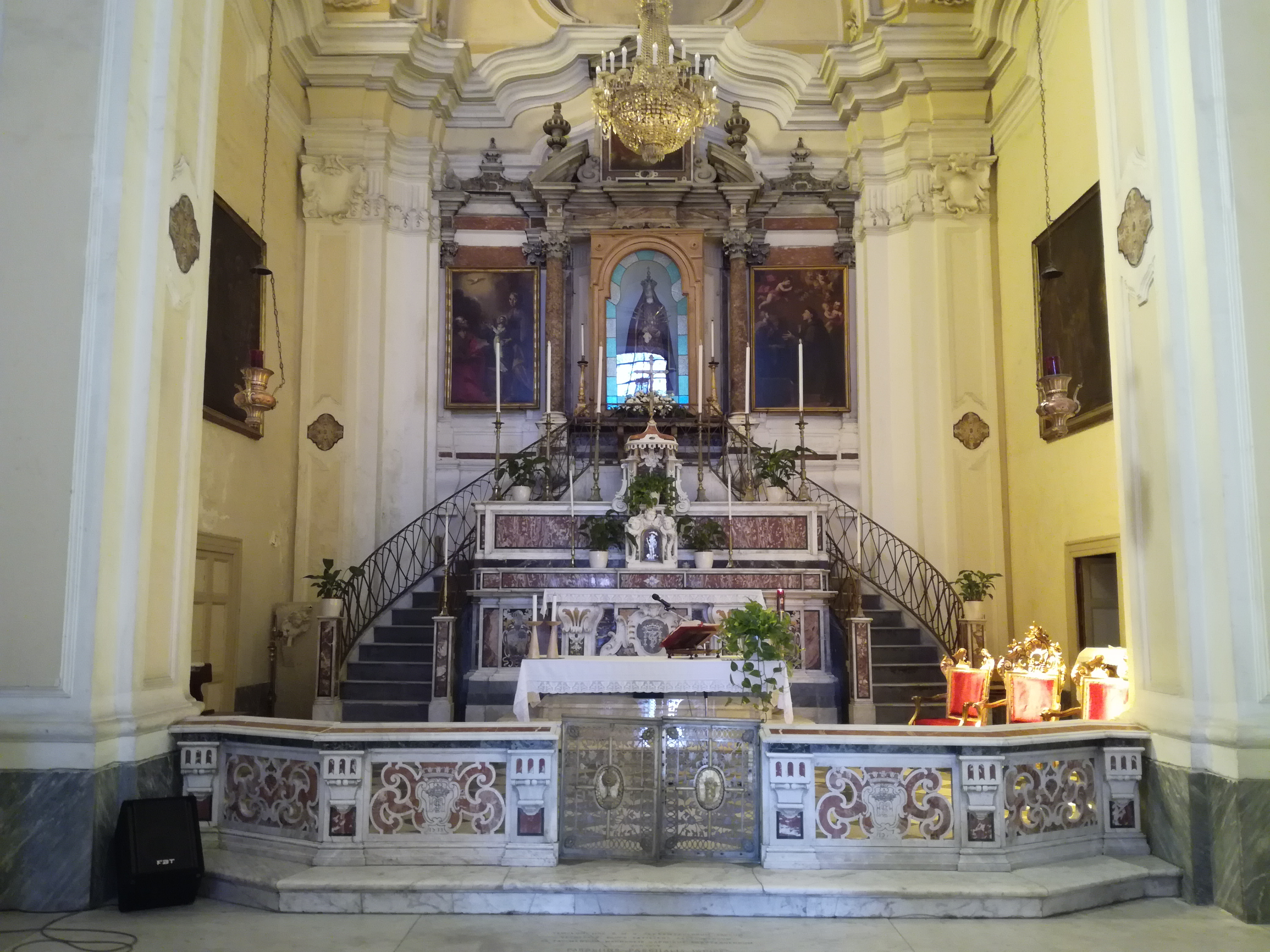
Altare maggiore

La chiesa di Santa Maria ad Ogni Bene dei Sette Dolori si erge a Napoli, nel quartiere di Montecalvario, all'estremità ovest dei Quartieri spagnoli, facente parte dell'ex convento dei padri serviti dedicato alla Madonna dei sette dolori. Dal sagrato si gode una singolare veduta di Spaccanapoli; infatti, questa particolare posizione veniva chiamata del "belvedere".

## Storia e descrizione
L'origine dell'edificio risale al 1411, quando venne eretta una cappella rurale extra moenia dedicata a Santa Maria ad Ogni Bene.
Nel 1516 venne costruito il convento ad opera dei frati Serviti e alla fine del secolo, nel 1583, venne ampliato e parzialmente ricostruito ad opera del confratello architetto Giovanni Vincenzo Casali (Firenze, 1539 – Coimbra, 21 dicembre 1593); nel medesimo anno fu istituita la Congrega del Crocifisso e successivamente, nella chiesa di Santa Maria dei Sette Dolori, venne fondata una parrocchia che divenne, dopo l'abbandono dei frati Serviti, la casa dei Pii Operai.
I Pii Operai occuparono il convento per trentatré anni, fino a quando, nel 1630, venne fondata la chiesa di Santa Maria Ognibene ad opera del nobile Francesco Magnocavallo; contemporaneamente i Serviti ritornano alla casa originaria.
Un ulteriore ampliamento risale al 1640 su disegno dell'ingegnere Giovanni Cola Cocco; altre trasformazioni si registrano nel primo trentennio del XVIII secolo con i lavori della sagrestia (1703), l'esecuzione della cappella della duchessa di Maddaloni con marmi policromi e stucchi (1706) ed infine l'intervento del 1731-1735, quando la chiesa fu ristrutturata in chiave barocca da Nicola Tagliacozzi Canale.
Al 1735 risalgono la scala esterna, eseguita dal piperniere Antonio Saggese, e la cappella di Sant'Alberto, con altare di Antonio Basso e statue di Domenico Antonio Vaccaro.
Nel 1732 Giovan Battista Pergolesi divenne mastro della cappella e nel 1752 fu messo in opera il pavimento in maiolica.
Nel XIX secolo il convento fu soppresso ed i frati serviti espulsi; con il ripristino della parrocchia, nel 1849 la chiesa fu dichiarata basilica da papa Pio IX.
Dagli ultimi decenni del XX secolo il convento ospita abitazioni civili e mostra i danni del sisma del 1980.
Inoltre, il complesso presenta alterazioni dovute all'aggiunta di volumi recenti. Infatti risultano murate due finestre della navata poste a destra; invece, il convento presenta un chiostro formato da tre arcate per lato, a due ordini, che risulta frazionato e danneggiato.

## Descrizione
La chiesa presenta una facciata a due ordini preceduta da una scala in piperno. Della stessa pietra è il portale, risalente alla fine del XVI secolo, sormontato da un tondo con affresco della Madonna addolorata che rappresenta il fulcro del prospetto barocco.
L'interno è ad aula con presbiterio e cupola; le cappelle laterali, cinque per lato, presentano all'esterno la ricercata decorazione a stucco disegnata nel Settecento dall'architetto Tagliacozzi Canale. Particolarmente elaborati il profilo degli archi e la volta. del presbiterio.
Fra le cappelle spicca al centro della navata destra la Cappella Carafa di Maddaloni, commissionata per la sepoltura della Duchessa Carlotta Colonna, come recita l'epigrafe. Lo stemma della famiglia è sopra l'arco di accesso, e sulla lastra sepolcrale al centro del pavimento. Di particolare pregio le due tele laterali, capolavori tardobarocchi di Giacomo del Pò, con l'Andata al calvario e il Cristo morto, e la cupola con angeli. Sull'altare, in commesso di marmi policromi, è un olio su lavagna di autore ignoto.
In commesso di marmi policromi è l'altare maggiore del XVIII secolo, con pregevole portella del ciborio a intarsi di madreperla; ai lati sono poste due rampe che conducono il simulacro ligneo della Vergine, attribuito a Giacomo Colombo. Il complesso è sormontato dalla tela con il Padre eterno di Paolo Finoglio. Di particolare pregio è anche una tela dall'inconsueto formato orizzontale con San Girolamo attribuita a Filippo Vitale collocata nei pressi dell'ingresso della sacrestia.
Altri dipinti sono di Fabrizio Santafede, Paolo Finoglio, Paolo De Matteis, Domenico Antonio Vaccaro, Nicola Maria Rossi, Carlo Malinconico, Francesco Saverio Altamura e di alcuni artisti ignoti.
Nella sagrestia sono conservati resti di affreschi e un lavabo marmoreo con rivestimento maiolicato attribuito ad Ignazio Giustiniani.
Al suo interno sino al 1974 si poteva ammirare il famoso San Sebastiano di Mattia Preti ora al Museo di Capodimonte.
Dal 1678 la chiesa è custode della salma di Cosimo Fanzago, anche se restano dubbi sulla reale presenza del corpo dell'artista.
Adiacente alla chiesa è l'Oratorio della Confraternita del Santissimo Crocifisso ai Sette Dolori, al quale si può accedere sia dalla terza cappella a sinistra, sia da un ingresso autonomo situato nel vico della Congregazione dei Sette Dolori. All'interno sono custodite alcune opere d'arte di valore, come l'Elevazione della Croce di Michele Ragolia sull'altare maggiore.